# Addison Rae
Addison Rae Easterling (Lafayette, 2000. október 6. –) amerikai közösségimédia-személyiség és színésznő. 
2020 augusztusában a Forbes listáján legtöbbet kereső TikTok-személyiségként szerepelt. 2021-ben felkerült a Forbes „30 Under 30”, a közösségi média befolyásolói számára készült listájára.

## Élete és pályafutása

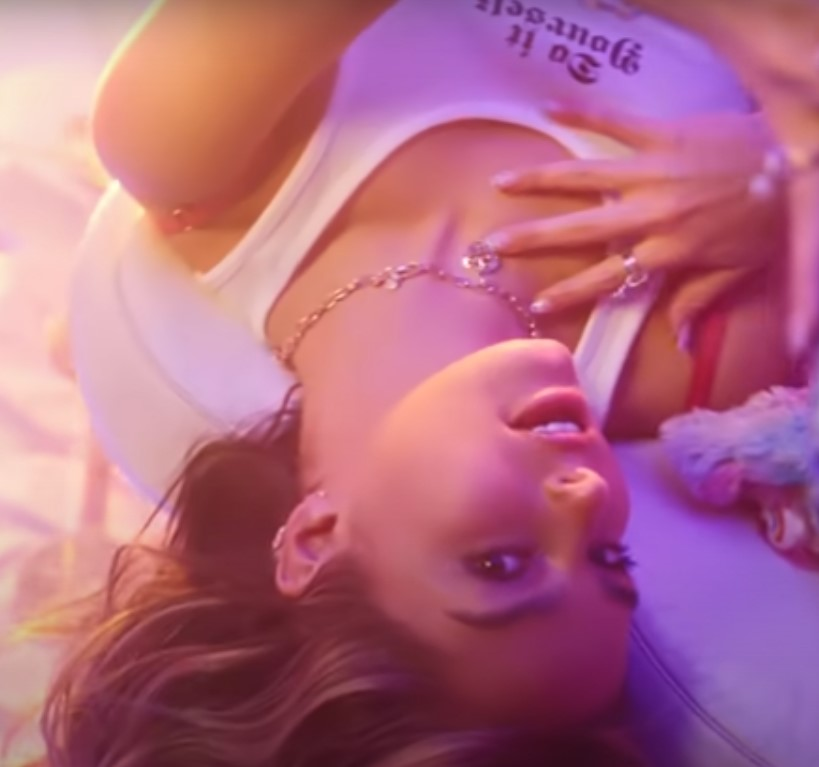
Rae 2021-ben a Pandora hirdetésében

## Filmográfia
| Év   | Magyar cím             | Eredeti cím    | Szerep                  | Magyar hang  |
| ---- | ---------------------- | -------------- | ----------------------- | ------------ |
| 2020 | Beépített cicó         | Spy Cat        | Marnie (angol szinkron) |              |
| 2021 | A srác nem jár egyedül | He's All That  | Padgett Sawyer          | Koller Virág |
| 2023 | Hullaadás              | Thanksgiving   | Gabby                   | Kobela Kíra  |
| 2025 |                        | Animal Friends | N/A                     |              |